# Orbiter

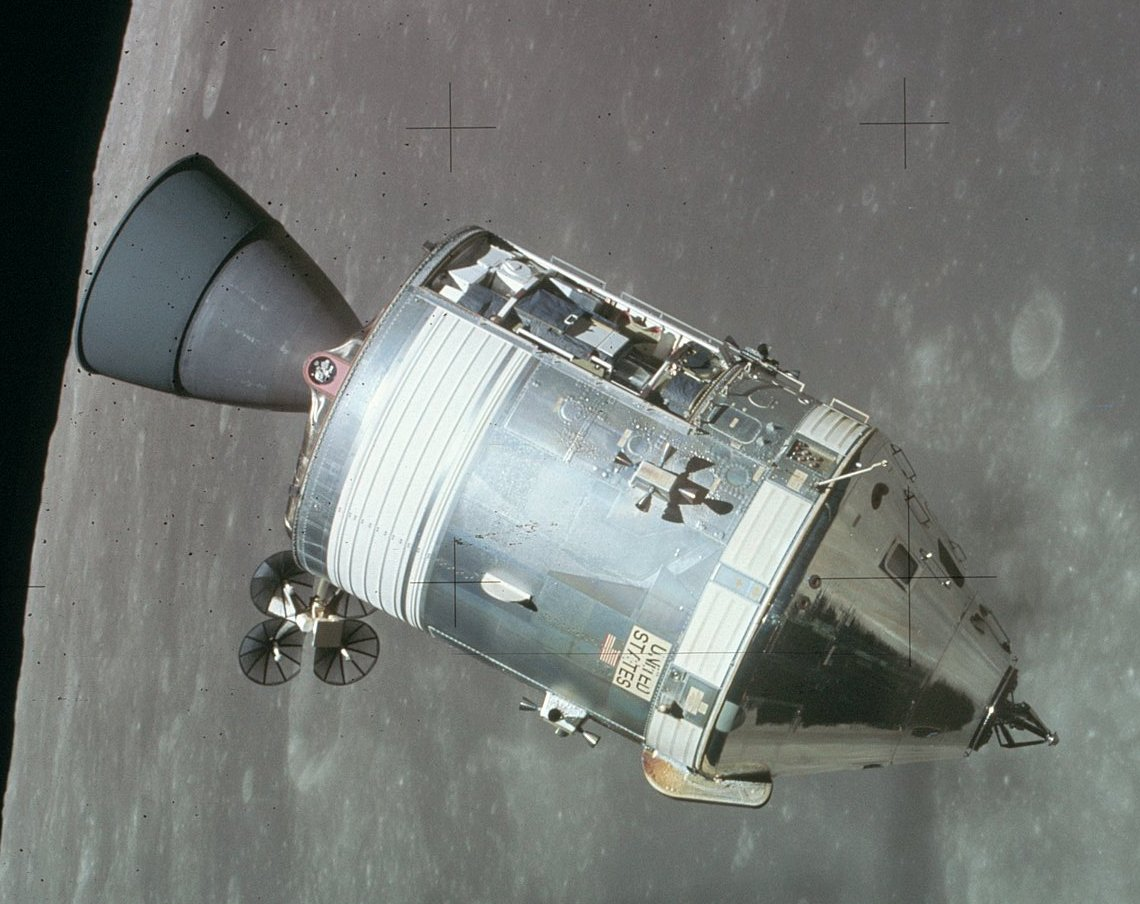
Il modulo orbitante dell'Apollo: il CSM

L'orbiter, o satellite orbitale o anche modulo orbitante è un veicolo spaziale che orbita attorno a un pianeta o a un satellite naturale senza atterrarvi sopra, ma studiando la superficie del corpo celeste da distanza. Sono solitamente chiamati orbiter anche le parti di navicelle spaziali che rimangono in orbita mentre un lander, o modulo d'atterraggio si sgancia per scendere sulla superficie di oggetti celesti (pianeti, satelliti naturali, comete o asteroidi).

## Moduli orbitanti famosi
Il modulo orbitante più famoso è senz'altro lo Space Shuttle Orbiter, cioè la navicella vera e propria senza il serbatoio esterno e i razzi ausiliari. Rimane infatti in orbita per tutta la durata della missione e contiene al suo interno, oltre all'equipaggio, il carico utile (satelliti, telescopi spaziali, sonde, ecc.). Anche il Modulo di Comando e Servizio (CSM) della navicella Apollo era un modulo orbitante: rimaneva in orbita lunare, mentre il Modulo Lunare (LM o Lem) scendeva verso la Luna, svolgeva la missione e tornava verso il CSM.
La sonda spaziale Cassini è un orbiter: sganciò il modulo d'atterraggio Huygens che atterrò sul più grande satellite naturale di Saturno, Titano.